# Tim Murphy
Timothy F. Murphy, detto Tim (Cleveland, 11 settembre 1952), è un politico statunitense, membro della Camera dei Rappresentanti per lo stato della Pennsylvania dal 2003 al 2017.

## Biografia
Nato a Cleveland, Murphy si laureò all'Università di Pittsburgh e dopo essere divenuto psicologo, gli venne affidata una cattedra proprio nella sua vecchia università.
Entrato in politica con il Partito Repubblicano, nel 1996 venne eletto all'interno della legislatura statale della Pennsylvania. Vi rimase fino al 2002, quando si candidò alla Camera dei Rappresentanti e riuscì ad essere eletto deputato. Da quel momento venne sempre riconfermato con ampio margine.
Murphy è giudicato un repubblicano moderato di ideologia centrista con posizioni contrarie all'aborto.

## Vita privata
È sposato con Nanette Missig.
Il 6 settembre 2017 Murphy ammise pubblicamente di aver avuto una relazione extraconiugale con la psicologa forense Shannon Edwards e di averle chiesto di abortire. Lo scandalo che ne conseguì portò nei giorni successivi Murphy a rassegnare le dimissioni dal Congresso.